# Andreas Faye
Andreas Faye, född den 5 oktober 1802 i Drammen, död den 5 maj 1869, var en norsk präst och historiker.
Faye blev kyrkoherde i Holt (Nedenes amt) 1833 och i Sande (Jarlsberg og Larviks amt) 1860. Han utvecklade en omfattande författarverksamhet. Han samlade norska folksagor, Norske Sagn (1833; 2:a upplagan 1844), och skrev många historiska skrifter, bland vilka kan nämnas Landkrigen i Norge 1808 (1881), Norge i 1814 (1864), hans, enligt Yngvar Nielsen, både grundligaste och mest formfulländade arbete, Karl XII i Norge (1868) samt Christianssands Stifts Bispe- og Stiftshistorie (1867).